# 山崎常吉

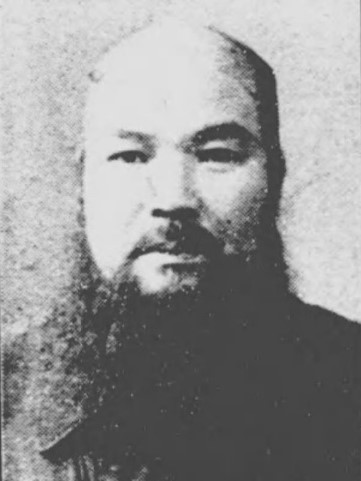
山崎常吉

山崎 常吉（やまざき つねきち、1891年（明治24年）1月15日 - 1961年（昭和36年）1月5日）は、日本の労働運動家、政治家。衆議院議員、ブリキ職人。

## 経歴
高知県香美郡夜須村（現香南市）で生まれ、6歳で両親を失い、小学校を中退し高知市でブリキ屋の小僧として働く。徴兵後に大阪でブリキ職人として働いたが、喧嘩による傷害罪で8ヵ月服役し、その後名古屋に転居した。
1918年米騒動で、同年8月10日、名古屋市鶴舞公園の集会で演説を行い逮捕されたが無罪となり、これをきっかけに労働運動に加わった。名古屋労働者協会に加入し、1922年、名古屋自由労働者組合を結成し組合長に就任。1923年、名古屋麻裏工組合を結成し、麻裏工争議を指導して検挙されたが無罪となった。同年9月、関東大震災後、当局の弾圧を受け名古屋自由労働者組合を解散した。
1926年、労働農民党名古屋支部の結成に加わり、1927年支部長に就任。同年9月、労農党から愛知県会議員選挙に出馬して当選。その後、新労農党中央執行委員、愛知県連会長、全国労農大衆党執行委員、日本労働組合全国評議会中央執行委員などを務めた。
労働運動の右傾化が進む中、1935年、大日本忠孝労働組合を結成して中央執行委員長に就任し、さらに1936年、愛国従業員総連盟会長となる。1937年日本革新党結成に加わり総務委員に就任し、同年4月、第20回衆議院議員総選挙に愛知県第一区から出馬して当選したが、1939年5月3日、衆議院議員選挙法違反事件の上告が大審院で棄却され判決が確定し衆議院議員を退職した。1942年4月の第21回総選挙では翼賛政治体制協議会の非推薦候補として立候補して当選。戦後、1946年4月、第22回総選挙で愛知県第1区から日本社会党公認で出馬して当選したが、翌年公職追放となり、衆議院議員を3期務めた。この間、翼賛政治会政調厚生、文部兼務委員、日本社会党中央執行委員、同会計監督、同愛知県連合会政調会委員長などを歴任した。

## 著作
- 『何故に斎藤隆夫君は懲罰に附せられたる乎』森本耕、1940年。